# Alphonse Mortages
Alphonse Mortages, né le 28 avril 1866 à Néfiach et mort le 14 novembre 1944 à Diego-Suarez, est un marin, hôtelier et chercheur d'or français.

## Biographie
Alphonse-Aimé-Robert Mortages est né le 28 avril 1866 à Néfiach, département des Pyrénées-Orientales. Élevé par sa mère, gérante du bureau de tabac du village, dans une famille de condition modeste, il connait une enfance marquée par le décès prématuré en mer de son frère aîné Paulin, capitaine au long cours. Bien que destiné par sa mère à la prêtrise, il fugue de l'École du Sanctuaire (maîtrise de la cathédrale de Saint-Jean-Baptiste Perpignan) à l'âge de 15 ans pour devenir mousse.

### Marin autour du monde (1881-1891)
Pendant dix ans, de 1881 à 1891, Alphonse Mortages navigue tour à tour sur les balancelles de Méditerranée (qui transportent notamment les vins pour la fabrication du BYRRH), les cuirassés français et les paquebots des Messageries Maritimes, faisant ainsi escale dans les ports d'Extrême-Orient, du Pacifique, d'Amérique du Nord, du Levant et de l'océan Indien.

### De l'Inde à Madagascar (1891-1905)
En 1891, tandis qu'il navigue sur la ligne maritime Aden-Karachi-Bombay, Alphonse Mortages décide de s'installer en Inde, alors sous domination britannique. Jusqu'à son départ en 1896, entre autres contraint par l'épidémie de peste de Bombay, il y occupe successivement plusieurs emplois tels que surveillant des cuisines du luxueux Watson's Esplanade Hotel de Bombay, gérant d'hôtels dans les stations d'altitude de Simla et Mussoorie, responsable du buffet de la gare de Moghal Sarai et chauffeur de locomotive à la East Indian Railway.
Réintégrant les Messageries Maritimes dès son retour en France, Alphonse Mortages est affecté en 1897 sur la nouvelle ligne annexe du Transvaal dont le port d'attache est Diego-Suarez, ville portuaire naissante de la jeune colonie de Madagascar. Abandonnant une nouvelle fois la mer par esprit d' « aventure », Alphonse Mortages choisit de s'installer à Diego-Suarez en 1898 pour créer un café-restaurant. Profitant de la transformation inattendue de la ville en une importante base navale, il devient fournisseur des compagnies de navigation (il approvisionne notamment l'escadre russe de la Baltique en escale à Nosy Be lors de la guerre russo-japonaise) et gérant du Cercle de la ville.

### Les mines d'or de l'Andavakoera (1905-1944)

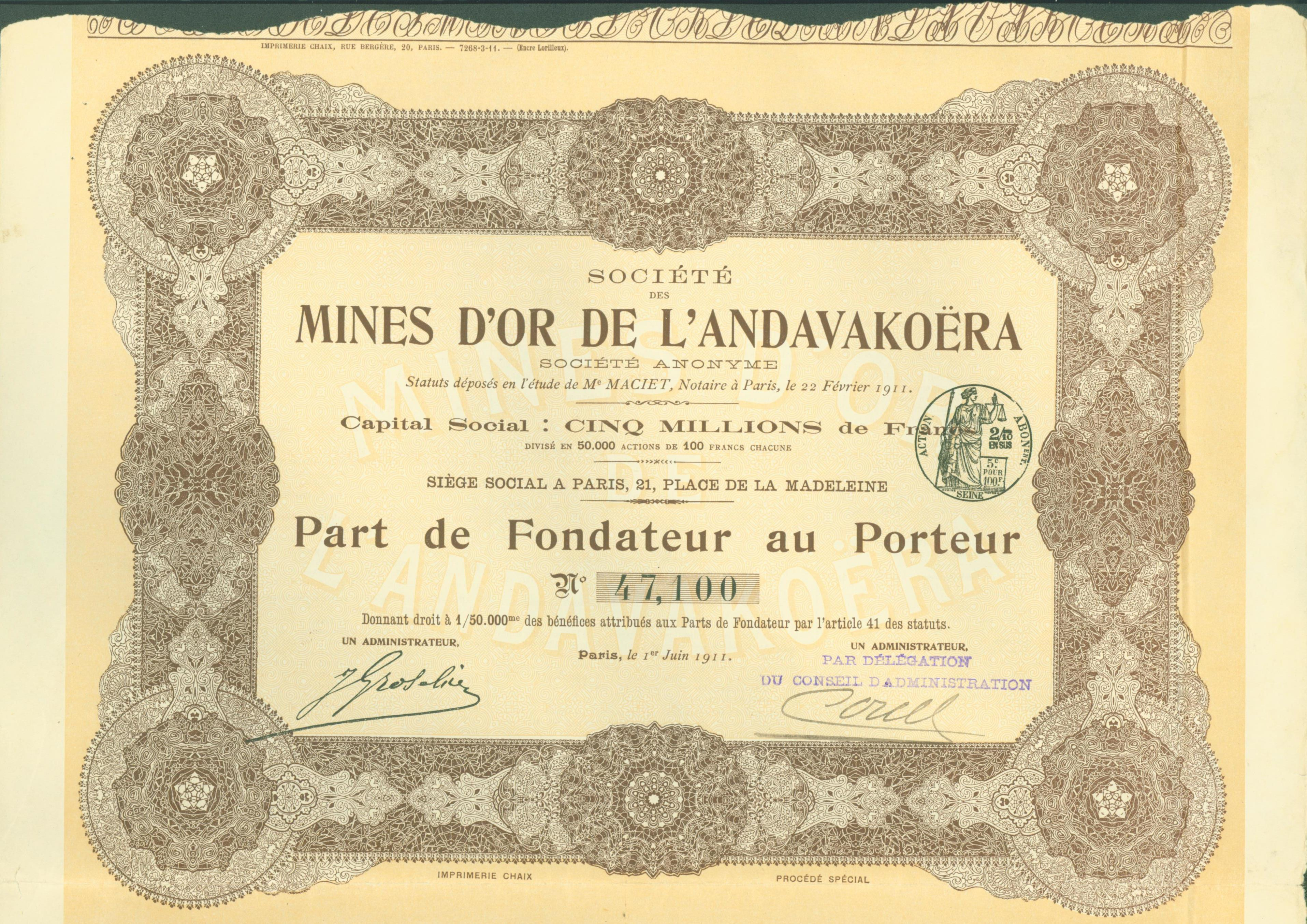
Part de Fondateur au Porteur de la Soc. des Mines d'Or de l'Andavakoera en date du 1er juin 1911.

En 1905, employant des hommes à la recherche de caoutchouc, Alphonse Mortages découvre un impressionnant gisement d'or dans le Nord de Madagascar, à Andavakoera,, près d'Ambilobe. Le soir du 30 novembre 1907, pour les premiers 500 kg d'or extraits, est organisé le "Banquet de la demi-tonne" qui marquera les esprits à Diego-Suarez. Dès lors, de 1907 à 1912, plus d'une tonne d'or est extraite par an de ses mines, qui emploient environ 5000 ouvriers malgaches. En 1911, il fonde à Paris la Société des mines d'or de l'Andavakoera dont les bureaux sont situés place de la Madeleine.
Devenu le principal notable et mécène de la ville, occupant de nombreuses fonctions prestigieuses (président de la chambre consultative de commerce de Diego-Suarez, conseiller du commerce extérieur de la France, etc.), il entreprend en 1910 la construction de l'Hôtel des Mines, considéré comme l'établissement le plus luxueux de l'île et dont les ruines subsistent.

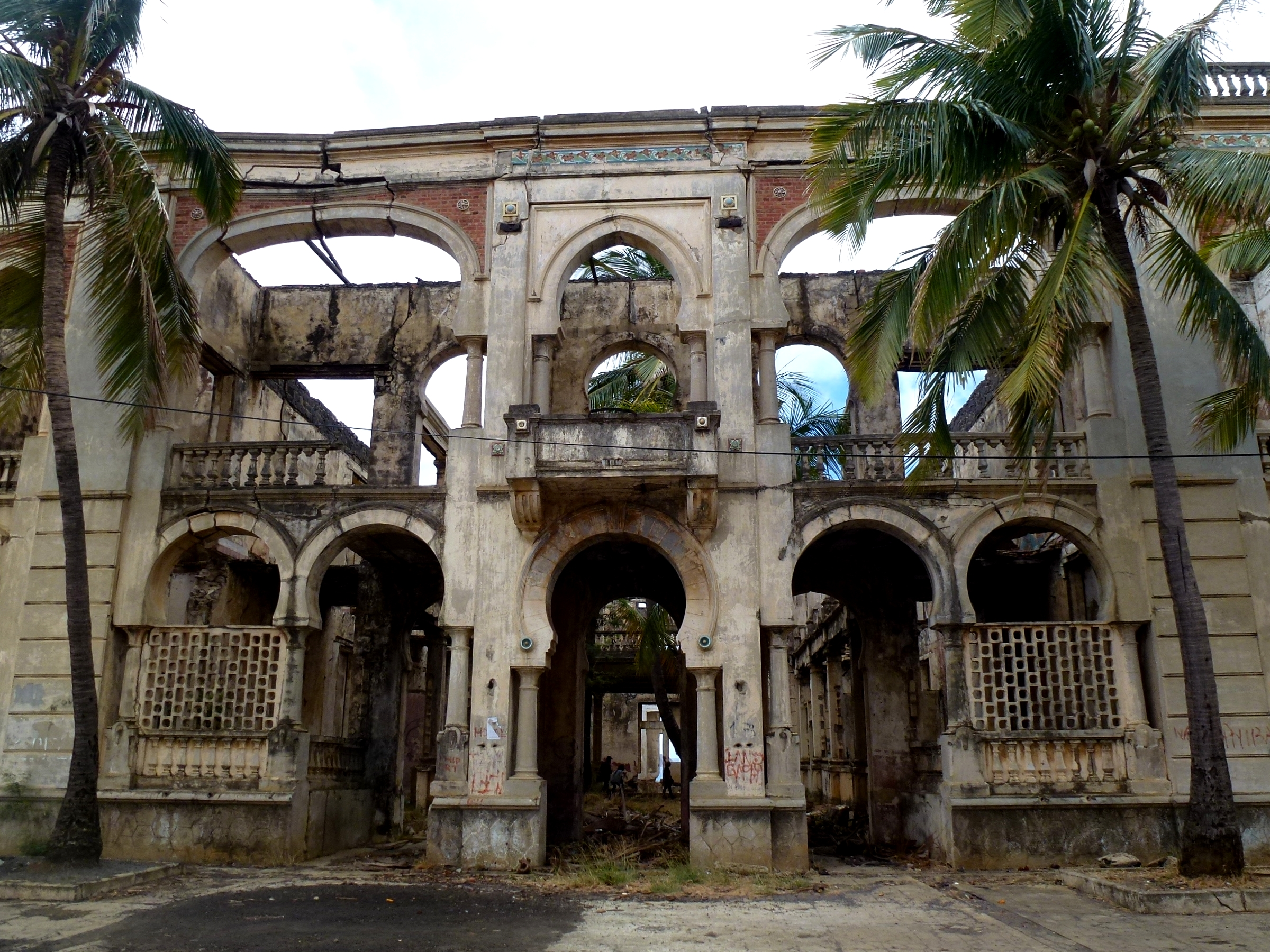
Ruines de lHôtel des Mines (2013).

Ses ouvriers, comme la presse, le surnomment alors Papa Volamena ou "père de l'or" en malgache. Ce surnom renforce la notoriété d'Alphonse Mortages, connu sur l'île pour son caractère festif et extravagant, l'organisation de ses banquets, ses chants et même sa défense de l'identité catalane. Il devient l'ami des administrateurs généraux et est proche notamment du colonel Joseph Joffre, futur "vainqueur de la Marne" (ce dernier a été son témoin de mariage en 1900). La presse coloniale de l'époque s'empare alors de l'homme pour en faire un véritable personnage et écrire son mythe :
De haute taille, gras, carré d’épaules, joufflu et bien portant. Très avenant, sympathique à tous. N’a pas d’ennemis. A toujours le sourire sur les lèvres même quand il veut paraître en colère. A été riche, l’est encore et le sera probablement toujours car sa bonne étoile ne pâlit pas. Excellent cœur. Prodigue à l’excès. Ne connait pas l’arithmétique quand il s’agit de rendre service et ne sachant pas refuser ; a mal au cœur quand il ne peut faire autrement. Entouré de véritables amis qu’il n’écoute d’ailleurs pas, même quand il est sûr des bons conseils qu’on lui donne. Part en France par le prochain courrier où les meilleurs souhaits de tous l’accompagnent. Signe particulier : a une très jolie voix de ténor mais on le fait trop souvent… chanter.
Toutefois, après avoir épuisé les filons d'or puis subi les conséquences économiques de la Première Guerre mondiale, la Société des mines d'or de l'Andavakoera s'effondre et Alphonse Mortages sombre progressivement dans l'oubli. Après le décès prématuré de son fils unique en 1925, Alphonse Mortages vend l'Hôtel des Mines (qui deviendra un bureau de la Banque de Madagascar puis plus tard le cercle des officiers de la Marine française) et s'installe à Joffreville, la station d'altitude de Diego-Suarez. Il y gère un modeste établissement, l'Hostellerie du maréchal Joffre, avant de se remettre à la recherche de l'or en vain, comme en témoigne un administrateur colonial de passage :
Au cours de mes tournées, autour de 1940, j’ai rencontré plusieurs fois Mortage [sic] à Ambilobe. Il était alors sur la fin de son existence et complètement ruiné, n’ayant même plus le petit hôtel du Camp d’Ambre dont il avait vécu pendant quelques années. Reparti à la recherche de cet or qui l’avait autrefois rendu riche immensément, et poursuivant inlassablement sa chimère, il espérait trouver un autre galet pareil à celui qui était si lourd qu’il l’avait cassé pour voir, et dont il disait avec un constant émerveillement que sa tranche était jaune comme un gâteau de maïs. Entre deux prospections, hélas, désormais toujours vaines il aimait évoquer sa splendeur d’antan, et c’était passionnant pour les hôtes de ce petit hôtel de brousse où il venait se reposer par intermittence. Dans ce qu’il racontait, il était très difficile pour ceux qui l’écoutaient de discerner ce qui était histoire vraie de sa vie, ou rêverie sans cesse embellie par la nostalgie de ses fastes et de ses prodigalités passées. Mais c’était si prenant, qu’il paraissait normal pour ses auditeurs que cet être à la vie d’exception s’installât de son vivant dans sa légende.[...] il s'épuisa jusqu’à la fin de sa vie à la recherche d’un nouvel Eldorado qui lui aurait redonné sa splendeur passée. La course du temps, la faisant chaque jour plus belle à son souvenir, lui en rendait le retour toujours plus désirable et le lui fit espérer sans défaillance jusqu'à sa mort.
En 1938, à la demande de ses amis, Alphonse Mortages entreprend l'écriture de ses mémoires, Anecdotes et souvenirs vécus, qui demeureront néanmoins à l'état de manuscrit. Ce texte a fait l'objet d'une première retranscription en 1994 puis d'une édition scientifique annotée en 2022.
Alphonse Mortages décède le 14 novembre 1944 à Diego-Suarez.

#### Edition annotée des mémoires
- Alexandre Audard, Papa Volamena : mémoires d'un marin chercheur d'or (Alphonse Mortages, Anecdotes et souvenirs vécus, 1938, nouvelle édition annotée), Paris, Maisonneuve & Larose-Hémisphères, 2022, 290 p. et LVI planches.

#### Articles sur Alphonse Mortages
- Étienne Crouzet, « Mortage » [sic] dans Robert Cornevin (éd.), Hommes et Destins : dictionnaire biographique d’Outre-Mer, t. 3 (« Madagascar »), Paris-Nice, Académie des Sciences d’Outre-Mer – Centre universitaire méditerranéen, 1979, p. 342-343.
- Alain Pujol, « Le Lampyre et Alphonse Mortages, une aventure qui dure », Lampyre et Compagnie (en ligne), 22 novembre 2014.
- Suzanne Reutt, « Alphonse Mortages, une vie romanesque », La Tribune de Diego et du Nord de Madagascar (en ligne), 2 mai 2010.
- Julien Sanx, « Le fabuleux filon d’Alphonse Mortages », Terres catalanes, no75, mars 2014, p. 64-72.

#### Lectures complémentaires
- Alexandre Audard, « Un Klondike aux colonies. Migrations d’aventure et affirmations cosmopolites à Diego-Suarez (Madagascar, 1898-1916) », Histoire urbaine, no63, 2022, p. 63-82 [consultable en ligne].
- Antoine Merle, « Les gisements aurifères du Nord de Madagascar », Annales des Mines ou recueil des mémoires sur l’exploitation des mines et sur les sciences et les arts qui s’y rattachent, 10e série, vol. 17, 1910, p. 478-512 [consultable en ligne].
- Faranirina V. Rajaonah, « Le moment colonial » dans Sylvain Urfer (coord.), Histoire de Madagascar : la construction d’une nation, Paris, Maisonneuve & Larose-Hémisphères, 2021, p. 189-231.
- Jaona Tahina Ramilison, Le cycle de l’or à Madagascar au début de l’époque coloniale, 1898-1914, maîtrise en histoire, Antananarivo, Université de Madagascar, 1986.
- Sylvain Venayre, La gloire de l’aventure. Genèse d’une mystique moderne, 1850-1940, Paris, Aubier-Montaigne, 2002.